# Митрополитський округ
Митрополитський округ — у Православній церкві форма міжєпархіального об'єднання. У сучасній Російській православній церкві фактичний митрополитський округ являє собою напівавтономну церкву з власним синодом.

## Історія
Історично в Російській церкві митрополитські округи — адміністративно-територіальна одиниця, характерна для стародавньої Церкви та сучасної Константинопольської і Римської Церков — не існували, хоча ідея їх створення неодноразово пропонувалася, зокрема на Соборі 1682 року, який був скликаний за царя Федора III Романова і Патріарха Іоакима.
У лютому 1916 року повідомлялось, що особлива комісія при Святійшому синоді під головуванням митрополита Московського Макарія (Невського) внесла на розгляд Синоду проект поділу Імперії на митрополитські округи, які б очолювалися митрополитами. Мало б були створені наступні округи: Петроградський, Московський, Київський, Литовський (Вільна), Казанський, Східно-Сибірський і Західно-Сибірський.
Питання обговорювалося на Помісному Соборі 1917—1918 років, на третій сесії («Визначення по церковних округах»), хоча остаточного рішення прийнято не було.
Відповідно до Положення про обласних Преосвященних від 12 березня 1934 року на виконання постанови Помісного Собору 1917—1918 роки про митропополитські округи Тимчасовий Патріарший Синод утворив церковні області у складі кількох єпархій. При цьому обласні єпископи не отримували сан митрополита, що було передбачено ухвалою Помісного Собору. Статуси головних міст церковних областей отримали в Московській області — Москва, у Ленінградській області — Ленінград, Білоруській РСР — Мінськ, у Західній області — Смоленськ, у Центрально-Чорноземній області — Воронеж, у Азово-Чорноморському краю — Ростов-на-Дону, в Північно-Кавказькому краю — П'ятигорськ, у Північній області — Архангельськ, в Іванівській (промисловій) області — Іваново, в Горьківському краю — Горький, в Татарській АРСР — Казань, у Середньоволзькому краю — Самара, в Саратовській області — Саратов, у Сталінградській області — Сталінград, у Свердловській області — Свердловськ, у Челябінській області — Челябінськ, у Західно-Сибірському краю — Новосибірськ, у Східно-Сибірському краю — Іркутськ, у Далекосхідному краю — Хабаровськ. В Україні також були створені округи — в Київській області — Київ, у Харківській області — Харків і в Одеській області — Одеса. Самостійними залишалися єпархії: Олонецька, Чувасько-Чебоксарська, Іжевська, Марійська, Саранська, Кримсько-Сімферопольська, Уфимська, Тобольська, Бакинська, Ташкентська, Алма-Атинська, Семипалатинська, Уральська, Петропавлівська, Кустанайська, Забайкальсько-Читинська, Якутська (РРФСР), Вінницька, Дніпропетровська, Чернігівська та Маріупольська (в Україні).

### Сучасна історія
1 квітня 2003 року Патріарх Московський і всієї Русі Алексій II направив лист Преосвященним архієреям, що представляли різні православні юрисдикції російської традиції в Західній Європі, а також усім православним парафіям російської традиції в Західній Європі,, в якому містилася пропозиція утворити у Західній Європі єдиний Митрополитський округ. Реакція на це звернення була неоднозначна. Питання про створення західноєвропейського митрополитського округу для парафій російської традиції залишається відкритим.
Рішенням Священного синоду від 7 травня 2003 року утворено митрополитський округ, який об'єднує 3 єпархії РПЦ на території Казахстану: Астанайську, Уральську і Шимкентську єпархії. Округ був створений в цілях координації релігійно-просвітницької, видавничої, соціальної та іншої суспільно-важливої діяльності єпархій. Утворення округу відбулось під час передову із Астанайської кафедри архієпископа Олексія (Кутєпова) і призначенням на неї митрополита Воронезького і Липецького Мефодія (Нємцова).
Рішенням Священного синоду від 26 липня 2010 року округ перейменований в «Митрополитський округ Російської православної церкви в Республіці Казахстан». Також було схвалено Внутрішнє положення про Митрополитський округ Російської православної церкви в Республіці Казахстан і Статут Республіканського релігійного об'єднання «Митрополитський округ Російської православної церкви в Республіці Казахстан». Документи підлягають подальшому утвердженні на Архієрейському Соборі. Встановлено новий титул глави Митрополитського округу — «Астанайський і Казахстанський».
Рішенням Священного синоду від 27 липня 2011 року утворено Середньоазійський митрополитський округ, який об'єднує Ташкентську і знову засновані в той же день Бішкекську і Душанбинську єпархії, а також Патріарше благочиння парафій Російської православної церкви в Туркменістані. Головою Середньоазійського митрополитського округу є Преосвященний Ташкентський і Узбекистанський, в справах, що стосуються Середньоазійського митрополитського округу. При літургійному поминанні цей Преосвященний в інших, крім очолюваної ним самим, єпархіях, титулується «митрополитом Середньоазійський».
Якщо Казахстанський митрополитський округ, що був заснований за Патріарха Алексія II, був утворений шляхом об'єднання вже існуючих єпархій, то Середньоазійський митрополитський округ, навпаки, був утворений шляхом розукрупнення єпархії, з одночасним формуванням округу в її колишніх кордонах.

## Сучасна реформа єпархіального устрою
Архієрейський собор РПЦ 2004 року доручив Священному Синоду підготувати рекомендації для внесення в Статут Російської православної церкви відповідного розділу про міжєпархіальні об'єднання. Архієрейським собором 2011 року в Статут Російської православної церкви була додана Глава IX.I. Митрополитські округи [Архівовано 5 листопада 2018 у Wayback Machine.], яка закріпила можливість створення Священним Синодом у складі РПЦ Митрополитських округів. Статут Митрополитського округу, і при необхідності — проект внутрішнього положення про Митрополитській окрузі, представляються Синодом Митрополитського округу на розсуд Священного Синоду та затвердження Патріарха Московського і всієї Русі. Синод округи, що складається з усіх активних архієреїв (єпархіальних і вікарних) єпархій округа, володіє вищою церковною владою в округу.
Тема «Митрополитські округи як форма церковного управління» розглядається Комісією Міжсоборної присутності з питань церковного управління і механізмів здійснення соборності в Церкві з 23 березня 2011 року.
Митрополитський округ не слід плутати з митрополією, іншою формою міжєепархіального об'єднання. Відмінність митрополії від митрополитського округу полягає в організації органів управління. Вища церковна влада в митрополитському округу належить синоду під головуванням глави митрополитського округу. Синод округу складається з єпархіальних і вікарних архієреїв округу. У митрополіях діють не синоди, а архієрейські ради, на яких вирішуються координаційні питання діяльності єпархій, що входять до складу митрополії.